# Maissau
Maissau osztrák város Alsó-Ausztria Hollabrunni járásában. 2022 januárjában 1966 lakosa volt. 

## Elhelyezkedése

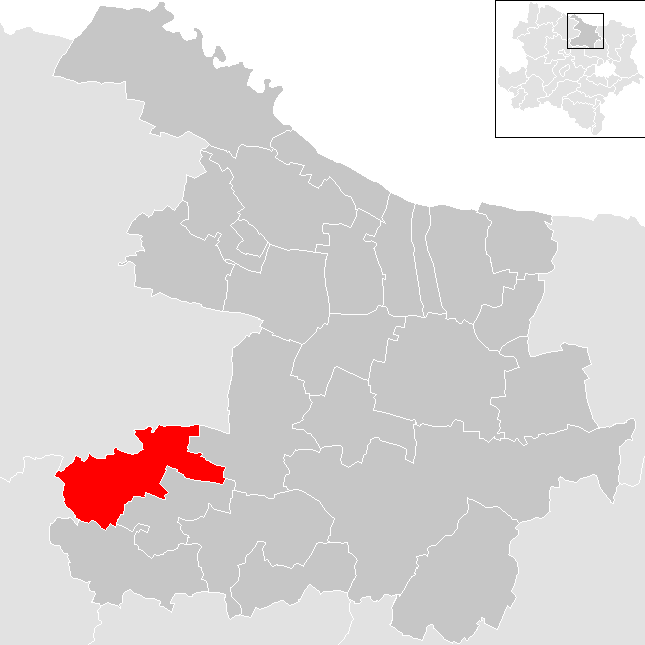
Maissau a Hollabrunni járásban

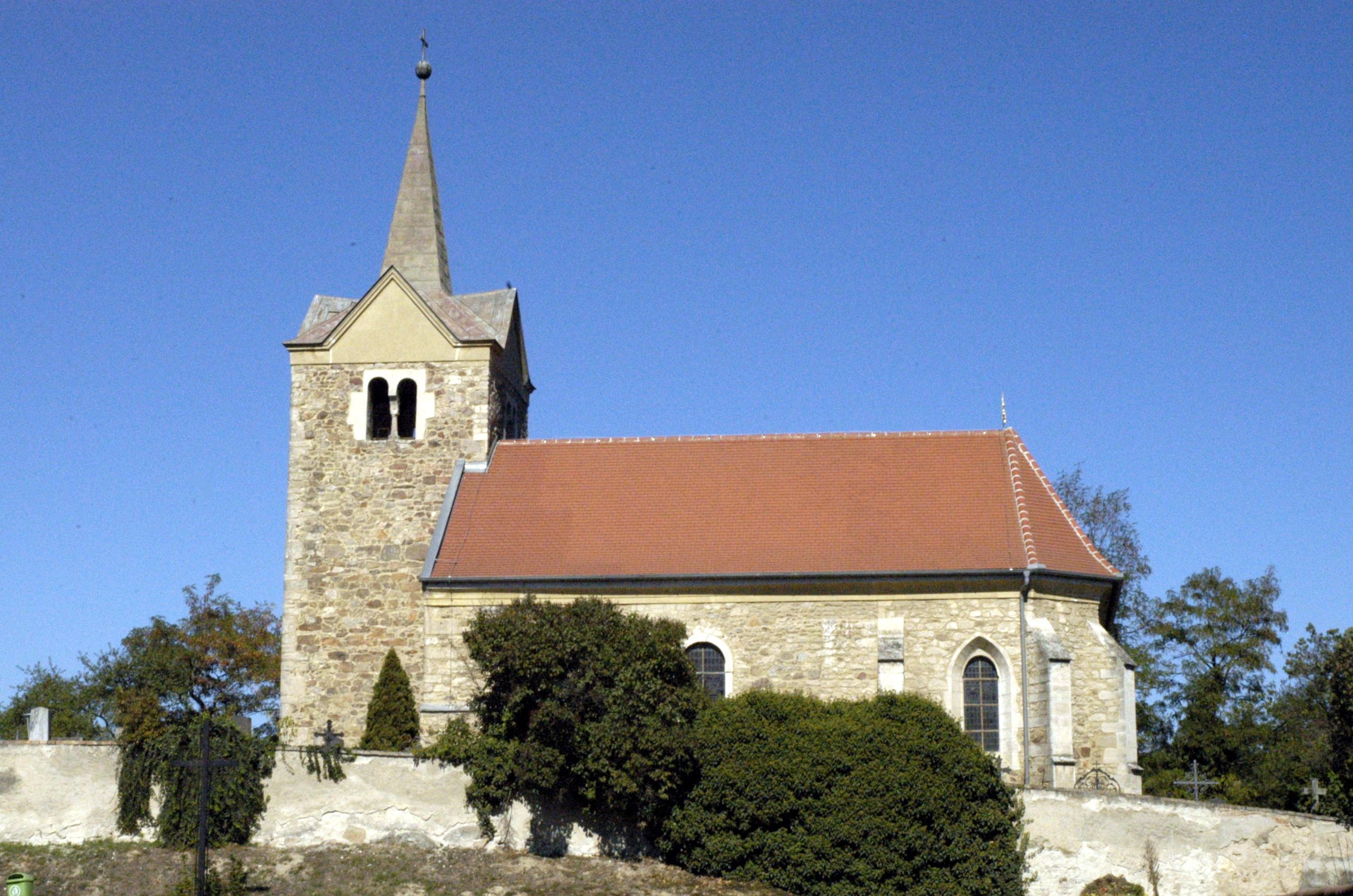
A Szt. Jakab-plébániatemplom

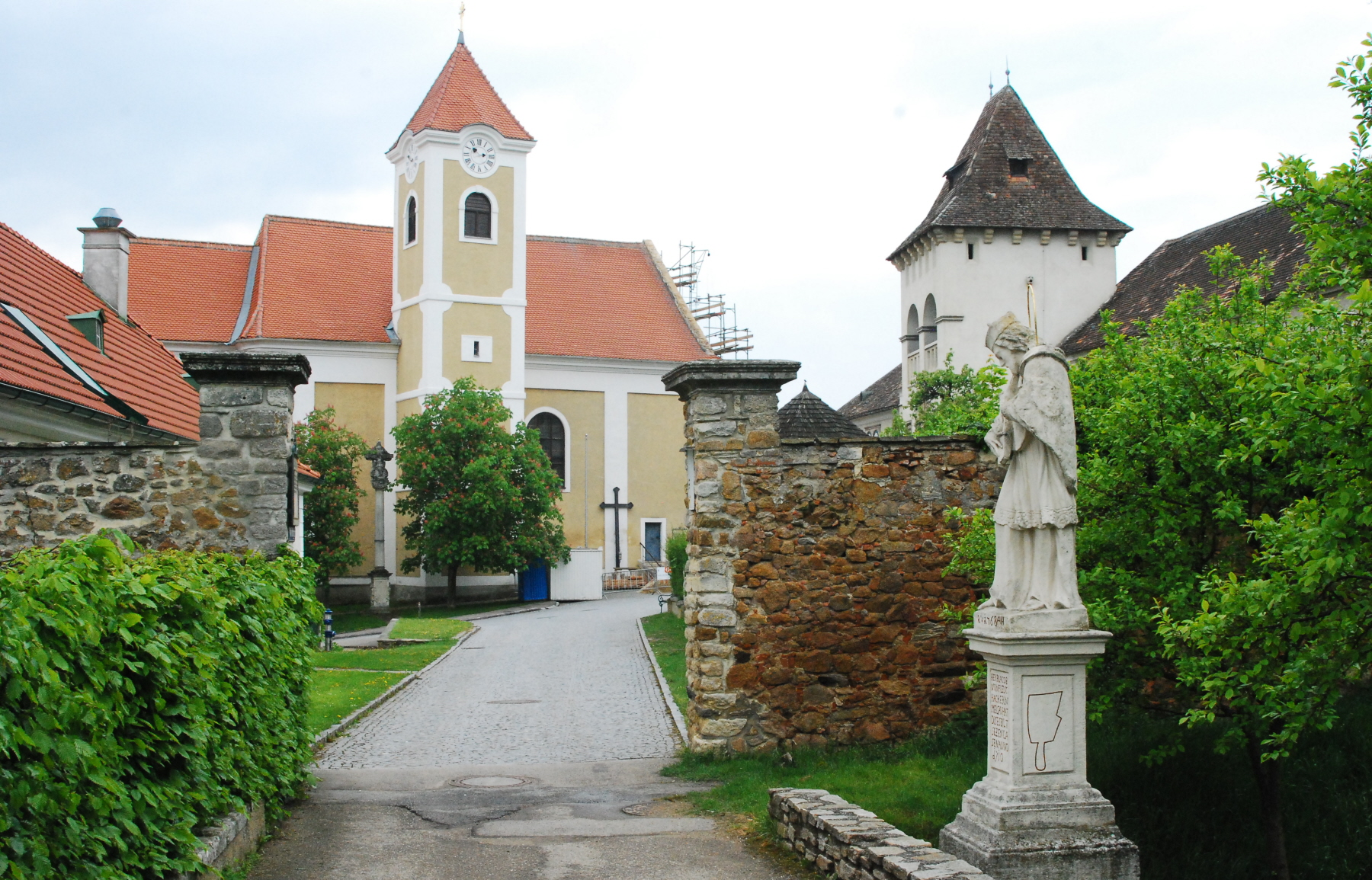
A Szt. Vitus-plébániatemplom

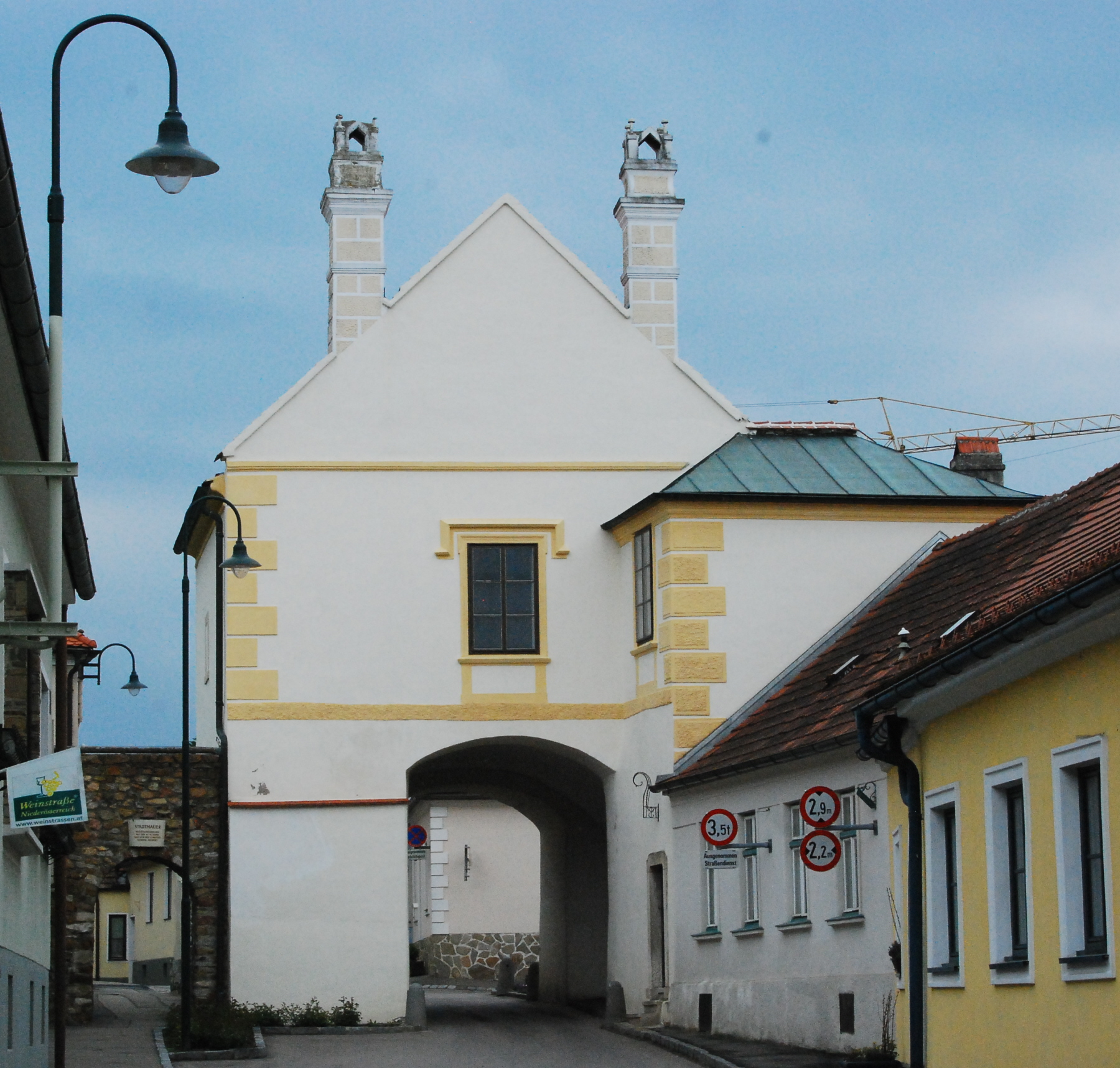
A középkori városfal és a Znojmói kapu

Maissau a tartomány Weinviertel régiójában fekszik a Manhartsberg dombságának keleti peremén. Területének 28,3%-a erdő, 4,1% szőlő, 58% áll egyéb mezőgazdasági művelés alatt. Az önkormányzat 10 települést egyesít: Eggendorf am Walde (144 lakos 2022-ben), Grübern (80), Gumping (24), Klein-Burgstall (36), Limberg (308), Maissau (912), Oberdürnbach (136), Reikersdorf (45), Unterdürnbach (230) és Wilhelmsdorf (51).
A környező önkormányzatok: keletre Sitzendorf an der Schmida, délkeletre Ravelsbach, délre Hohenwarth-Mühlbach am Manhartsberg, nyugatra Schönberg am Kamp, északra Burgschleinitz-Kühnring, északkeletre Straning-Grafenberg. 	

## Története
Maissaut 1114-ben említik először, amikor Otto von Mödling Missov nevű birtokát a klosterneuburgi apátságnak adományozta. Neve valószínűleg szláv eredetű és nincs köze az egerekhez (németül Mäusen), ennek ellenére 1548-ben kapott címere két egeret ábrázol. Birtokosai, a von Maissauk hercegi miniszteriálisok voltak. Várát a 13. század első felében építették a Bécs-Horn és Krems-Znojmo kereskedelmi utak kereszteződésében. A Babenbergek kihalása után Otto von Maissau marsalli és főbírói tisztséget kapott II. Ottokár cseh királytól, de aztán csatlakozott a nemesi ellenzékhez és 1265-ben kivégezték. Fia, Stephan Habsburg Rudolf oldalán harcolt Ottokár ellen az 1278-as dürnkruti csatában. Heidenreich von Maissau II. Albert herceg bizalmasa volt, aki 1356-ban seregei főparancsnokává és pohárnokává nevezte ki őt. 
Maissaut 1380-ban már városként említik, de lakosai továbbra is mezőgazdaságból (bortermelésből, marhatenyésztésből, földművelésből) éltek és földesuruk csak limitált jogokat engedélyezett számukra. A 15. században V. Albert herceg árulással vádolta IV. Otto von Maissaut és elkobozta birtokait (a nemzetség vele ki is halt). A birtokot 1537-ben a Traun (1653 után Abensperg und Traun) család szerezte meg. A 16-17. században a lakosság többsége protestáns volt. A harmincéves háború idején, 1645-ben a várost kifosztották a svédek. 
A 18. században, VI. Károly és Mária Terézia idején a főutat a mocsaras alföldről áthelyezték a dombságra és ennek mentén új városrész (Maissauer Neustift) jött létre, amely csak a 19. században olvadt össze az óvárossal. 1768-ban nagy postaállomást létesítettek a városban, amelyhez száz ló befogadására alkalmas istálló is tartozott. A 19. század végén Maissau divatos nyaralóhellyé fejlődött, kereskedelme is jelentős volt. Várát romantikus-historizáló stílusban átépítették. 
A 19. században ametisztet bányásztak a Manhartsbergben, ezt a hagyományt őrzi a 2003-ban megnyitott galéria és kiállítás. 

## Lakosság
A maissaui önkormányzat területén 2022 januárjában 1966 fő élt. A lakosságszám 1890-ban érte el a csúcspontját 2862 fővel, utána hosszas csökkenés után az utóbbi évtizedekben stabilizálódott. 2020-ban az ittlakók 96,1%-a volt osztrák állampolgár; a külföldiek közül 1,2% a régi (2004 előtti), 1,7% az új EU-tagállamokból érkezett. 0,8% az egykori Jugoszlávia (Szlovénia és Horvátország nélkül) vagy Törökország, 0,3% egyéb országok polgára volt. 2001-ben a lakosok 91,1%-a római katolikusnak, 1,5% mohamedánnak, 4,4% pedig felekezeten kívülinek vallotta magát. Ugyanekkor egy magyar élt a városban; a legnagyobb nemzetiségi csoportot a németek (97,4%) mellett a bosnyákok alkották 0,8%-kal.
A népesség változása:

| 2016 | 1 947 |
| 2018 | 1 946 |

## Látnivalók
- a maissaui vár
- az ametisztmúzeum
- a maissaui Szt. Vitus-plébániatemplom
- a limbergi Szt. Jakab-plébániatemplom
- az unterdürnbachi Mária Magdolna-plébániatemplom

## Fordítás
- Ez a szócikk részben vagy egészben  a   Maissau című német Wikipédia-szócikk ezen változatának fordításán alapul.  Az eredeti cikk szerkesztőit annak laptörténete sorolja fel. Ez a jelzés csupán a megfogalmazás eredetét és a szerzői jogokat jelzi, nem szolgál a cikkben szereplő információk forrásmegjelöléseként.